# Быджовский, Марк
Марк (Марек) Быджовский известный также как Марк Моравец из Флорентина (чеш. Marek Bydžovský z Florentýna; 1540, Нови-Биджов (ныне район Градец-Кралове Краловеградецкого края Чешской Республики) — 15 сентября 1612, Прага Королевство Богемия) — чешский учёный, астроном, математик, историк, писатель, педагог, ректор Пражского университета (1589—1591, 1594—1597, 1602—1603), гуманист.

## Биография
Образование получил в Пражском университете, в 1559 году получил степень бакалавра, в 1565 — магистра гуманитарных наук. С 1567 года преподавал в пражском университете астрономию, математику, объяснил труды Цицерона и Аристотеля.
С 1567 года там же — профессор, в 1570—1585 годах 5 раз избирался деканом факультета искусств. был ректором. В 1575 возведен во дворянство, удостоен герба и фамильной приставки из Флорентина.
В 1604 оставил университет после внутренних конфликтов, женился на богатой вдове. Являлся членом магистрата Нове-Место (Прага).

## Научная деятельность и творчество
В основном, занимался вопросами в области математики, астрономии и истории.
Наиболее важная работа Марка Быджовского является «Мир трёх чешских королей» («Svět za tří českých králů»), своего рода альманаха событий в Европе в 1526 до 1596 годы, которые произошли во время правления императоров Фердинанда I, Максимилиана II и Рудольфа II. Автор печатного сочинения: «Tabulae meteorologicae» (1582) и двух важных рукописей: «Maximilianus Rex» (Вышеградский капитул); «Rudolphus Rex» (пражская университетская библиотека).
Ему также принадлежат ряд небольших стихотворений, речей, исторических сочинений и трактатов.
Имя учёного присвоено астероиду главного пояса «(2661) Быджовский», который был открыт 23 марта 1982 года чешским астрономом Зденькой Вавровой.